# Erisia Gennai Tonietti
Erisia Gennai Tonietti (Rio Marina, 5 luglio 1900 – Milano, 7 aprile 1974) è stata una politica italiana.

## Biografia
Figlia di Sisto, fabbro, e Emma Taddei, si diploma in ragioneria venendo assunta dalla filiale di Portoferraio del Banco di Roma. Sull'Isola d'Elba nei primi anni venti organizza i primi gruppi femminili aderenti ad Azione Cattolica, diventando in seguito dirigente nazionale.
Iscritta nel dopoguerra alla Democrazia Cristiana, viene candidata alle elezioni politiche del 1948 risultando eletta in seguito all'opzione di Luigi Morelli per la circoscrizione di Como. Viene confermata nella carica fino alla IV legislatura, concludendo il mandato nel 1968.
Dal 1956 al 1964, e successivamente dal 1967 al 1972, viene eletta sindaco di Rio Marina; nel 1958 è la prima donna italiana eletta all'Assemblea parlamentare europea..
Muore nell'aprile 1974 all'età di 73 anni.

## Onorificenze
Il comune di Milano le conferì l'Ambrogino d'oro.